# 周兆聖
周兆聖（1559年—1594年），字時甫，號顯初，江西撫州府金溪县霞山人。明朝政治人物、進士出身。

## 生平
嘉靖乙丑（1565年）十二月二十三日（官年）生。萬曆七年（1579年）己卯科江西鄉試舉人，萬曆十七年（1589年）登己丑科進士，通政司觀政，十二月授福建侯官县知县，邑为八闽都会，兆圣精敏强干，閑于吏治，公事旁午，咄嗟立办。先是古田、清流诸寇不时出没，兆圣力行保伍，设勾稽，奸无所容。岁祲，捐俸倡民入粟备赈，捐貲者表之。卫所軍士夏日炳倚势掠民家女，捕执之，论如法，自是豪猾敛迹，邑大治。尤知人，能爱士，士待举火治丧者数十家。曹学佺初就童子试，首拔之，由是联捷南宫，文章声价蔚为物望，海内竞推藻鉴焉。在官五年，萬曆二十二年（1594年）被革职，疾作而归，卒于舟，年仅三十六。

## 家族
曾祖周伟。祖周世达。父周大章。